# Klopački Vrh
Klopački Vrh – wieś w Bośni i Hercegowinie, w Federacji Bośni i Hercegowiny, w kantonie zenicko-dobojskim, w mieście Zenica. W 2013 roku pozostawała niezamieszkana.